# CRIIRAD
Независимая информационно-исследовательская комиссия по радиоактивности (или акроним CRIIRAD от фр. Commission de recherche et d'information indépendantes sur la radioactivité) — французская неправительственная некоммерческая организация, которая специализируется на анализе радиоактивности окружающей среды. Комиссия была создана вскоре после аварии на Чернобыльской АЭС — в мае 1986 года. CRIIRAD создала в Валансе (Франция) независимую лабораторию, специализирующуюся на измерениях и анализе в области радиационной экологии, в частности, с 1986 года лаборатория CRIIRAD осуществила более 20000 гамма-спектрометрических измерений. На постоянной основе в CRIIRAD работают 15 сотрудников.

## Цели ассоциации[2]
- предоставлять обществу доступ к научной информации о воздействии ионизирующих излучений и фактическом радиологическом загрязнении окружающей среды[4]
- улучшать возможности по участию граждан в мероприятиях в области охраны окружающей среды, охраны здоровья населения и прав будущих поколений
- обеспечивать общество приборами и методами[прим 2] для независимых предварительных оценок радиологического загрязнения
- распространять информацию о ядерной безопасности[4]

С 1986 года CRIIRAD демонстрирует слабые стороны официальных систем мониторинга радиологических загрязнений.

## Финансирование
Ассоциация, как НКО, финансируется от граждан, которые поддерживают организацию. Количество её членов составило 6000 человек. Финансирование также поступает и от клиентов организации, для которых лаборатория выполняет работы. Среди них юстиции, городские советы, окружные советы, региональные советы, НПО, частные лица, компании, административные органы. В частности, лаборатория CRIIRAD проводила исследования за рубежом, в том числе в Нигерии, Италии, Индии, Испании и Японии.